# دوبروفودي
دوبروفودي (بالاوكرانية: Доброводи) هي قرية أوكرانية تقع في أومان رايون في تشيركاسي أوبلاست في أوكرانيا.

## نُبذة
دوبروفودي أيضًا كانت فيما مضى موقع أثري قديم من حقبة الألفية الرابعة قبل الميلاد وكان تابعًا لحضارة كيوكوتيني. تقول أحدث الورقات البحثية أنَّ دوبروفودي كانت علي الأرجح تُؤوي حوالي 16,200 فردًا على مساحة 2.5 كيلومتر مربع مما يجعلها من أكبر المدن في ذلك الوقت.